# Kiyomi Niwata
Kiyomi Niwata (Ushiku, 10 de dezembro de 1970) é uma triatleta profissional japonesa. 

## Carreira

### Sydney 2000
Kiyomi Niwata disputou os Jogos de Sydney 2000, terminando em 14º lugar com o tempo de 2:03:53.01. 
Em Atenas 2004, ficou em 14º novamente e em Pequim 2008 em nono lugar.